# Graptacme semistriolata
Graptacme semistriolata is een Scaphopodasoort uit de familie van de Dentaliidae. De wetenschappelijke naam van de soort is voor het eerst geldig gepubliceerd in 1834 door Guilding.